# 卡塔尔旅游局
卡塔尔旅游局(阿拉伯语：‎) 是卡塔尔政府的分支机构，同时也是负责制定和管理与卡塔尔旅游业发展及推广相关的规则、条例和法律的最高决策机构。该部门负责管理各旅游景点和游客住宿，致力于促进卡塔尔旅游业的拓展和多样化，加强旅游业在卡塔尔国内生产总值及其未来增长和社会发展中发挥的作用。
卡塔尔旅游局以 2014 年 2 月发布的 2030 卡塔尔国家旅游部门战略 (Qatar National Tourism Sector Strategy 2030, QNTSS)  为指导开展工作，为旅游业的未来发展制定了完善计划。、

## 游客签证
下列 34 个国家和地区的公民无需事先签证安排，即可在抵达卡塔尔时获得免签。免签有效期为自签发之日起 180 天，持有人可以凭此在卡塔尔停留最多 90 天，单次行程或多次行程均可。
| 1. 奥地利 2. 巴哈马 3. 比利时 4. 保加利亚 5. 6. 賽普勒斯 7. 捷克 8. 丹麦 9. 爱沙尼亚 10. 芬兰 11. 法國 12. 德国 | 13. 希腊 14. 匈牙利 15. 冰島 16. 義大利 17. 拉脫維亞 18. 列支敦斯登 19. 立陶宛 20. 盧森堡 21. 马来西亚 22. 馬爾他 23. 荷蘭 24. 挪威 | 25. 波蘭 26. 葡萄牙 27. 羅馬尼亞 28. 塞舌尔 29. 斯洛伐克 30. 斯洛維尼亞 31. 西班牙 32. 瑞典 33. 瑞士 34. 土耳其 |

下列 46 个国家和地区的公民无需事先签证安排，即可在抵达卡塔尔时获得免签。免签有效期为自签发之日起 30 天，持有人可以凭此在卡塔尔停留最多 30 天，单次行程或多次行程均可。免签可以额外延长 30 天。
| 1. 安道尔 2. 阿根廷 3. 4. 5. 白俄羅斯 6. 玻利维亚 7. 巴西 8. 9. 加拿大 10. 智利 11. 中国 12. 哥伦比亚 13. 14. 古巴 15. 16. | 17. 几内亚 18. 香港 19. 印度 20. 印度尼西亞 21. 爱尔兰 22. 日本 23. 24. 黎巴嫩 25. 北馬其頓 26. 馬爾地夫 27. 墨西哥 28. 摩尔多瓦 29. 摩納哥 30. 新西兰 31. 巴拿马 32. 巴拉圭 | 33. 秘魯 34. 俄羅斯 35. 圣马力诺 36. 新加坡 37. 南非 38. 39. 苏里南 40. 泰國 41. 乌克兰 42. 英国 43. 美国 44. 乌拉圭 45. 梵蒂冈城 46. 委內瑞拉 |

## 卡塔尔旅游签证
搭乘任意航空公司的航班前往卡塔尔的游客可以在线申请卡塔尔旅游签证。如需提交申请，游客需要：
- 填写在线申请表
- 上传所需文件（包括护照扫描件和本人照片）
- 提供航空公司预订信息
- 使用有效的信用卡在线付款

搭乘卡塔尔航空公司的航班前往卡塔尔的游客，可以为自己和同一预订中的任何同行游客申请卡塔尔旅游签证。

## 卡塔尔过境签证
乘坐卡塔尔航空公司航班在卡塔尔过境的所有国家和地区的公民都可以免费申请 96 小时的过境签证。但是需要遵循特定条款和条件。 因此签证的签发将由卡塔尔内政部全权决定.

## GCC 居民访问签证
担任受批准职业的海湾合作委员会 (GCC) 国家的公民以及随行人员，可以在抵达卡塔尔时获得 GCC 居民访问签证。这种一次性入境签证需要使用信用卡支付 100 里亚尔的费用，有效期为 30 天，并且可以额外延长 3 个月时间。希望申请这种签证的游客需在进入卡塔尔时出示官方文件来证明自己的职业。